# Тимофеевский, Павел Ильич
Павел Ильич Тимофеевский (29 апреля 1878, Харьков — 23 ноября 1943, Ленинград) — русский и советский военный учёный-медик, один из организаторов тактики медицинской службы, доктор медицинских наук (1935), профессор (1932), бригврач (1935). Коллежский советник.

## Биография
Родился 29 апреля 1878 года в Харькове в семье студентов-медиков Императорского Харьковского университета.
С 1898 по 1903 год обучался в Императорской медико-хирургической академии.
С 1903 по 1919 год служил в военно-санитарных частях и госпиталях Русской императорской и Красной армиях, в качестве военного врача был участником Русско-японской, Первой мировой и Гражданской войн. С 1919 по 1920 год — начальник Петроградского окружного военно-санитарного управления, с 1920 по 1923 год — помощник начальника Военно-санитарного управления РККА по организационной части.
С 1923 по 1943 год на педагогической работе в Военно-медицинской академии имени С. М. Кирова в должностях: преподаватель, с 1929 года — руководитель курса военно-санитарной (медицинской) администрации и тактики и старший преподаватель и с 1932 года — профессор кафедры военных и военно-санитарных дисциплин. В 1935 году
Приказом НКО СССР П. И. Тимофеевскому было присвоено воинское звание бригадного врача.

### Научно-педагогическая деятельность
Основная научно-педагогическая деятельность П. И. Тимофеевского была связана с вопросами в области разработки теории организации военно-санитарного (медицинского) обеспечения войск, где он являлся пионером. Среди его учеников были такие известные учёные как А. А. Шошин и А. С. Георгиевский.
В 1935 году П. И. Тимофеевскому по совокупности работ была присвоена учёная степень доктора медицинских наук, в 1932 году ему было присвоено учёное звание профессора. П. И. Тимофеевский являлся автором более тридцати научных работ, в том числе учебника «Санитарная тактика», являющегося первым в Советском Союзе трудом по организации и тактике медицинской службы.
Скончался 23 ноября 1943 года на 66-м году жизни в блокадном Ленинграде.

## Семья
- Жена — Еликонида Васильевна Тимофеевская, урождённая Наседкина
  - Дочь — Екатерина Павловна Тимофеевская (1906—1987)
  - Сын — Павел Павлович Тимофеевский, у него сын Александр.